# Podlesie (rejon żółkiewski)
Podlesie (ukr. Підлісся), 19XX–1993 Kremianka (ukr. Крем'янка) – wieś na Ukrainie, w obwodzie lwowskim, w rejonie lwowskim (wcześniej w rejonie żółkiewskim). W 2001 roku liczyła 452 mieszkańców.